# サンメッセ
サンメッセ株式会社（Sun Messe Co., Ltd. ）は、岐阜県大垣市に本社を置く印刷会社。

## 沿革
- 1935年 - 田中印刷所を創業。
- 1946年 - 大垣土地興行株式会社を設立。
- 1947年 - 合資会社田中印刷所を設立。
- 1953年 - 大垣土地興行株式会社が合資会社田中印刷所を合併し、田中印刷興行株式会社に商号を変更。
- 1990年 - 田中工業株式会社、株式会社日劇不動産、株式会社スイト会館を吸収合併し、現社名に変更。
- 1995年 - 株式を店頭公開（現在のJASDAQ）。
- 2003年 - プライバシーマークを取得。

## 主な事業
- 一般印刷
  - ちらし･DM
  - カレンダー・ポスター
  - カタログ・パンプレット
- ウェブサイト構築
- CD-ROM
- 圧着ハガキ「サンメール」
- 株券

シール印刷

## 関連会社
- 日本イベント企画株式会社
- 株式会社Sinc
- Sun Messe (Thailand) Co.,Ltd.（タイ）